# Den Russiske Føderations ordener og dekorationer
"Den Russiske Føderations ordener og dekorationer"

## Russiske Føderations Helte
| Medalje og bånd                       | Navn (Dansk/Russisk translitteration)                                                                 | Etableret      | Beskrivelse | Antal tildelinger |
| "Den Russiske Føderations Helt"       | Russiske Føderations Helt Золотая Звезда Zolotaja Zvezda                                              | 20. marts 1992 | Russiske Føderations Helt er Ruslands fornemste hædersbevisning. Tildeles for en særlig indsats for staten eller mennesker, hvor der udført en heroisk gerning.                                                                                              | 1.118             |
| "Russiske Føderations Arbejdets Helt" | Russiske Føderations Arbejdets Helt Геро́й Труда́ Росси́йской Федера́ции Geroj Truda Rossiskoj Federatsii | 29. marts 2013 | Russiske Føderations Arbejdets Helt tildeles for en særlig arbejdsindsats til staten eller mennesker, hvor der er opnået fremragende resultater inden for statslige, sociale og økonomiske områder, der har til formål at sikre Ruslands trivsel og velstand | 64                |

## Russiske Føderations Ordener
| Stjerne, Medalje og bånd      | Stjerne, Medalje og bånd | Navn (Dansk/Russisk/Translitteration) | Etableret                          | Beskrivelse | Antal tildelinger                         |
|                               |                          | Andreasordenen (Russiske Føderation) Egtl. ”Ordenen Den hellige apostel Andreas, den første kaldet” Орден Святого апостола Андрея Первозванного Orden Svjatogo apostola Andreja Pervosvannogo | 1. juli 1998                       | Andreasordenen (Russiske Føderation) er Ruslands højeste statsorden. Tildeles fremstående statsmænd, offentlige personer og andre borgere i Rusland, for enestående meritter, der har bidraget til Ruslands velstand, storhed og pragt. ”For tro og loyalitet” Ordensbåndet med sværd tildeles for militære operationer. | 22                                        |
|                               |                          | Sankt Georgs-ordenen (Russiske Føderation) 1. klasse О́рден Свято́го Гео́ргия Orden Svjatogo Georgij                                                                                             | 20. marts 1992                     | Sankt Georgs-ordenen er Ruslands højeste militære orden. Den tildeles senior- og højtstående officerer for gennemførelse af militære operationer i forsvar for fædrelandet. ”For tjeneste og mod” Ordenen findes i 4 klasser og uddeles sekventielt fra laveste til højeste klasse. | -                                         |
|                               |                          | Sankt Georgs-ordenen (Russiske Føderation) 2. klasse О́рден Свято́го Гео́ргия Orden Svjatogo Georgija                                                                                            | 20. marts 1992                     | Se beskrivelsen for 1. klasse | 3                                         |
|                               |                          | Sankt Georgs-ordenen (Russiske Føderation) 3. klasse О́рден Свято́го Гео́ргия Orden Svjatogo Georgija                                                                                            | 20. marts 1992                     | Se beskrivelsen for 1. klasse | 1                                         |
|                               |                          | Sankt Georgs-ordenen (Russiske Føderation) 4. klasse О́рден Свято́го Гео́ргия Orden Svjatogo Georgija                                                                                            | 20. marts 1992                     | Se beskrivelsen for 1. klasse | ≥16                                       |
|                               |                          | Fædrelandets fortjenstorden 1. klasse О́рден «За заслу́ги пе́ред Оте́чеством» Orden sa saslugi pered otetjstvom                                                                                   | 2. marts 1994                      | Tildeles for særlig fremragende indsats i forbindelse med styrkelse af den russiske stat, landets socioøkonomiske udvikling, forskningsaktiviteter, udvikling af kultur og kunst, fremragende sportspræstationer, styrkelse af fred, venskab og samarbejde mellem folkene eller for et væsentligt bidrag til styrkelse af landets forsvarsevne. Fortjeneste, ære og berømmelse For militære bedrifter er der over ordenen tilføjet to korslagte sværd i guld. Ordenen findes i 4 klasser og uddeles sekventielt fra laveste til højeste klasse. | Mere end 4000 sammenlagt for alle klasser |
|                               |                          | Fædrelandets fortjenstorden 2. klasse О́рден «За заслу́ги пе́ред Оте́чеством» Orden sa saslugi pered otetjstvom                                                                                   | 2. marts 1994                      | Se beskrivelsen for 1. klasse |                                           |
|                               |                          | Fædrelandets fortjenstorden 3. klasse О́рден «За заслу́ги пе́ред Оте́чеством» Orden sa saslugi pered otetjstvom                                                                                   | 2. marts 1994                      | Se beskrivelsen for 1. klasse. For militære bedrifter har ordensbåndet to korslagte sværd i guld. |                                           |
|                               |                          | Fædrelandets fortjenstorden 4. klasse О́рден «За заслу́ги пе́ред Оте́чеством» Orden sa saslugi pered otetjstvom                                                                                   | 2. marts 1994                      | Se beskrivelsen for 1. klasse. For militære bedrifter har ordensbåndet to korslagte sværd i guld. |                                           |
|                               |                          | Den hellige martyr Catherina-ordenen О́рден Свято́й великому́ченицы Екатери́ны Orden Svjatoj Velikomutjenitsy Jekateriny                                                                          | 3. maj 2012                        | Ordenen er en civil hædersbevisning til statsborgere eller udlændinge for fremragende bidrag til fredsbevarelse, humanitære og velgørende aktiviteter eller bevarelse af kulturarv. ”For barmhjertighed” | 6                                         |
| 1992-2010                     |                          | Aleksandr Nevskij-ordenen (Russiske Føderation) О́рден Алекса́ндра Не́вского Orden Aleksandra Nevskogo                                                                                           | 20. marts 1992 7. september 2010   | Til borgere der i mindst 20 år har udøvet offentlige hverv og ydet en særlig indsats for Ruslands internationale autoritet, landets forsvarsevne og økonomiske udvikling , videnskab, uddannelse, kultur, kunst, sundhedspleje mv. Kan også tildeles prominente udlændinge. | >500                                      |
|                               |                          | Suvorovordenen (Rusland) О́рден Суворова Orden Suvorova | (20. marts 1992) 7. september 2010 | Militær orden (Hæren) tildeles for fremragende ledelse af soldater. | <12                                       |
|                               |                          | Usjakov-ordenen (Rusland) О́рден Ушакова Orden Usjakova | (20. marts 1992) 7. september 2010 | Militær orden (Flåden) for fremragende ledelse af flådestyrker | 2                                         |
| 1994-2010                     |                          | Sjukovordenen О́рден Жукова Orden Sjukova | 9. maj 1994 7. September 2010      | Militær orden til militært personel, enheder og organisationer for udvikling og gennemførelse af militære operationer | >100 personer 13 militære enheder         |
|                               |                          | Kutusovordenen (Russiske Føderation) О́рден Кутузова Orden Kutusova | (20. marts 1992) 7. september 2010 | Militær orden til officerer for forskellige indsatser og fortjeneste mod fjenden | >7 militære enheder > 8 personer          |
| 1992-2010 1. klasse 2. klasse |                          | Nakhimovordenen (Russiske Føderation) О́рден Нахимова Orden Nakhimova | (20. marts 1992) 7. september 2010 | Militær orden til flådens officerer for dygtigt organiseret og gennemførte operationer eller kamphandlinger og for personligt mod | 5                                         |
|                               |                          | Tapperhedsordenen О́рден Мужества Orden Musjestva | 2. marts 1994                      | Borgere eller udlændinge der har udvist mod eller tapperhed ved uselvisk at have reddet borgere under naturkatastrofer, brande mv. | >100.000                                  |
|                               |                          | Militære Fortjenstorden (Russiske Føderation) О́рден «За военные заслуги» Orden “Sa vojennyje saslugi”                                                                                         | 2. marts 1994                      | Militær orden for militære meritter, som regel i mindst 20 år | Ingen officielle data                     |
|                               |                          | Maritim Fortjenstorden (Russiske Føderation) О́рден «За морские заслуги» Orden “Sa morskije saslugi”                                                                                           | 27. februar 2002                   | Borgere der på fremragende verdensomspændende vis har bidraget til udvikling og brug af verdenshavet af hensyn til landets forsvar, nationale sikkerhed, socio-økonomiske og kulturelle udvikling samt for deres store bidrag til at styrke Ruslands maritime potentiale. | 84                                        |
|                               |                          | Pirogovordenen Орден Пирогова О́рден Pirogova | 19. juni 2020                      | Lægevidenskabelig og sundhedsfaglig indsats i nødsituationer, epidemier og andre situationer, der indebære livsfare, styrkelse af folkesundhed, udvikling af medicin etc. | >1000                                     |
|                               |                          | Æresordenen (Russiske Føderation) О́рден Почёта Orden Potjjota | 2. marts 1994                      | Storslåede præstationer inden for statslige, industrielle, forskningsmæssige, socio-kulturelle, sociale og velgørende aktiviteter. | >3000                                     |
|                               |                          | Venskabsordenen (Russiske Føderation) О́рден Дру́жбы Orden Drusjby | 2. marts 1994                      | Russiske statsborgere og udlændinge for styrkelse af fred, venskab og samarbejde mellem folkene | > 6500                                    |
|                               |                          | Forældreskabsordenen О́рден «Роди́тельская сла́ва» Orden “Roditelskaja slava” | 13. maj 2008                       | Forældre, gifte eller alene, som med succes har opdraget mindst 7 egne og eller adopterede børn. | 441, heraf 19 enlige forældre             |

## Russiske Føderations Hæderstegn
| Stjerne, Medalje og bånd | Stjerne, Medalje og bånd | Navn (Dansk/Russisk/Translitteration) | Etableret      | Beskrivelse | Antal tildelinger |
|                          |                          | Georgskorset (Russiske Føderation) 1. klasse Гео́ргиевский крест Georgijevskij krest                                                          | 20. marts 1992 | Militær hædersbevisning til soldater i alle værn op til underofficerer for udmærkelser i kampe mod fjenden eller i en fredsbevarende indsats, der tjener som forbillede for mod, dedikation og miltær dygtighed. Hædersbevisningen findes i 4 klasser og uddeles sekventielt fra laveste til højeste klasse. | -                 |
|                          |                          | Georgskorset (Russiske Føderation) 2. klasse Гео́ргиевский крест Georgijevskij krest                                                          | 20. marts 1992 | Se beskrivelsen for 1. klasse. | -                 |
|                          |                          | Georgskorset (Russiske Føderation) 3. klasse Гео́ргиевский крест Georgijevskij krest                                                          | 20. marts 1992 | Se beskrivelsen for 1. klasse. | -                 |
|                          |                          | Georgskorset (Russiske Føderation) 4. klasse Гео́ргиевский крест Georgijevskij krest                                                          | 20. marts 1992 | Se beskrivelsen for 1. klasse. | 265               |
|                          |                          | Hæderstegnet “For Velgørenhed” (Russiske Føderation) Знак отличия «За благодеяние» Snak otlitjija “Sa blagodejanije”                         | 3. maj 2012    | Markant velgørenhed i forhold til børnehjem, plejehjem, hospice, sundhedsinstitutioner eller styrkelse af moral, menneskerettigheder og bekæmpelse af farlige sygdomme eller vaner. Hjælp til ikke statslige eller religiøse sociale aktiviteter samt styrkelse af ægteskab og familieværdier. | >50               |
|                          |                          | Hæderstegnet “For Mentorskab” (Russiske Føderation)” Знак отличия «За наставничество» Snak otlitjija “Sa nastavnitjestvo”                    | 2. marts 2018  | I mindst 5 år at have været blandt de bedste mentorer for unge indenfor landbrug og industri, transport, ingeniør og teknik, offentlige tjenester og undervisning, kunst og kultur. | [ ar ]            |
| Militært emblem 25 år    | Civilt emblem 30 år      | Hæderstegnet “For upåklagelig tjeneste” (Russiske Føderation) Зна́к отли́чия «За безупре́чную слу́жбу» Snak otlitjija “Sa besupretjnuju slusjbu” | 2. marts 1994  | Hæderstegnet findes i en militær og civil udformning, der ydes for mindst 15 års militær tjeneste eller mindst 20 år i offentlig tjeneste eller hverv. Hæderstegnet findes i udgaver op til 50 år (”L”) angivet med romertal. Militærfolk hædres for bidrag til styrkelsen af forsvarsevnen og civile for bidrag til udviklingen af den russiske stat og andre aktiviteter, der har medført fordele for staten. | >400              |

## Russiske Føderations Medaljer
| Stjerne, Medalje og bånd                        | Stjerne, Medalje og bånd  | Navn (Dansk/Russisk/Translitteration) | Etableret                     | Beskrivelse | Antal tildelinger |
| Civil medalje 1. klasse                         | Militær medalje 1. klasse | Fædrelandets Fortjenstmedalje (Russiske Føderation) 1. klasse Меда́ль о́рдена «За заслу́ги пе́ред Оте́чеством» Medal ordena saslugi pered Otetjestvom                                          | 2. marts 1994                 | Civile medalje ydes for enestående resultater indenfor industri, konstruktion, videnskab, sundhed, kultur, transport og andre arbejdsområder. Militære medalje ydes for bidrag til forsvaret af moderlandet, opretholdelse af højt kampberedskab samt styrkelse af lov og orden til gavn for den offentlige sikkerhed. Medaljen findes i to klasser og uddeles sekventielt fra laveste til højeste klasse. | 494               |
| Civil medalje 2. klasse Medal_for_Service_I.png | Militær medalje 2. klasse | Fædrelandets Fortjenstmedalje (Russiske Føderation) 2. klasse Меда́ль о́рдена «За заслу́ги пе́ред Оте́чеством» Medal ordena saslugi pered Otetjestvom                                          | 2. marts 1994                 | Se beskrivelsen for 1. klasse | 2806              |
|                                                 |                           | Tapperhedmedaljen (Russiske Føderation) Медаль «За отвагу» Medal “Sa otvagu” | 2. marts 1994                 | Miltær dekoration inkl. brand, civilforsvar og statssikkerhed ydes for tapperhed og mod under krig eller nødsituationer, hvor der udføres aktiviteter eller tjeneste forbundet med livsfare. | 61                |
|                                                 |                           | Suvorovmedaljen Меда́ль Суво́рова Medal Suvorova | 2. marts 1994                 | Militær dekoration for tapperhed og mod i forbindelse med forsvaret af fædrelandet og statsinteresser i kamp, sikring af grænserne, men også i forbindelse med træning og øvelser. | >60.000           |
|                                                 |                           | Usjakovmedaljen (Russiske Føderation) Меда́ль Ушако́ва Medal Usjakova | 2. marts 1994                 | Militær dekoration for flåden og den russiske kystvagt for tapperhed og mod i forbindelse med forsvaret af fædrelandet og statsinteresser i kamp, sikring af grænserne, men også i forbindelse med træning og øvelser. | <3700             |
|                                                 |                           | Sjukovmedaljen Меда́ль Жу́кова Medal Sjukova | 9. maj 1994 7. September 2010 | Militær orden der oprindelig blev givet i anledning for Sjukovs 100 års fødselsdag til soldater m.fl. der havde kæmpet og udvist mod og tapperhed mod de ”nazistiske angribere og japanske militarister”. Fra 2010 for ved tapperhed, dedikation og personligt mod at have udmærket sig i særlig grad i forbindelse med forsvaret af landet eller dets interesser eller under træning og øvelser.          | >2.500.000        |
|                                                 |                           | Nesterovmedaljen Меда́ль Не́стерова Medal Nesterova | 2. marts 1994                 | Militær dekoration for luftvåbenet, civil luftfart og luftfartsindustrien for tapperhed og mod i forbindelse med forsvaret af fædrelandet og statsinteresser i kamp, sikring af grænserne, men også i forbindelse med træning og øvelser. | 134               |
|                                                 |                           | Pusjkinmedaljen Меда́ль Пу́шкина Medal Pusjkina | 9. maj 1999                   | Civil dekoration oprettet i anledning af 200-året for Pusjkins fødsel gives for fremstående indsats indenfor kultur, humaniora og kunstneriske områder til personer, der typisk har mere end 20 års aktiviteter bag sig. | 988               |
|                                                 |                           | Medaljen “Det frie Ruslands forsvarer” Меда́ль «Защи́тнику свобо́дной Росси́и» Medal “Sasjstitniku svobodnoj Rossii”                                                                          | 2. juli 1992                  | Generel dekoration til personer, der beskyttede forfatningen mod kupforsøget 19.-21. august 1991, for medvirken i gennemførelsen af demokratiske, økonomiske og politiske reformer, styrkelsen af den russiske stat og bidrag til at løse nationale problemer. | 1994              |
|                                                 |                           | Fortjenstmedaljen for oprettelse af den offentlige orden (Russiske Føderation) Меда́ль «За отли́чие в охра́не обще́ственного поря́дка» Medal “Sa otlitjije v okhane obsjstestvennogo porjadka” | 2. marts 1994                 | Generel dekoration til personer indenfor den indre sikkerhed eller borgere, der medvirker til opretholdelse af den offentlige ro og orden om modvirker lovovertrædelser. | >50.000           |
|                                                 |                           | Fortjenstmedaljen for beskyttelse af statgrænsen (Russiske Føderation) Медаль «За отличие в охране государственной границы» Medal “Sa otlitjije v orkhane gosudarstvennoj granitsy”       | 2. marts 1994                 | Militær medalje til soldater og grænsetropper for mod og dedikation i forbindelse med anholdelse eller kamphandlinger i forbindelse med beskyttelsen af den russiske statsgrænse. | >5000             |
|                                                 |                           | Tapperhedsmedalje for brandslukning (Russiske Føderation) Меда́ль «За отва́гу на пожа́ре» Medal “Sa otvagu na posjare”                                                                       | 15. september 2018            | Generel dekoration til brandvæsen, militærfolk og borgere der udviser mod i forbindelse med brandslukning eller forhindring af brand eller eksplosion, samt dygtig ledelse i forbindelse hermed. | 17                |
|                                                 |                           | Medaljen for at redde liv Медаль «За спасение погибавших» Medal “Sa spasenije pogibavsjikh”                                                                                               | 2. marts 1994                 | Generel pris til alle, der har reddet andre mennesker i forbindelse med naturkatastrofer, på vandet, under jorden, ved slukning af brande, for at forhindre en eksplosion og under andre omstændigheder, der var livsfarlige. | 8464              |
|                                                 |                           | Krims Lukas-medaljen Медаль Луки Крымского Medal Lyki Krymskogo | 19. juni 2020                 | Tildeles læger, sundhedspersonale og andre der styrker folkesundheden, udvikler medicin, uddanner personale til høj professionalisme eller behandler patienter under vanskelige forhold, redder deres liv og bevarer deres helbred. | -                 |
|                                                 |                           | Landbrugsmedaljen | 10. marts 2004                | Tildeles borgere for indsats inden for landbruget og bidrag til udvikling af det agroindustrielle kompleks, personaleuddannelse, videnskabelige og andre aktiviteter, der sigter mod at øge effektiviteten af landbrugsproduktionen. | 674               |
|                                                 |                           | Medaljen for udvikling af Jernbaner Меда́ль «За разви́тие желе́зных доро́г» Medal “Sa rasvitije sjelesnykh dorog”                                                                             | 9. juli 2007                  | Tildeles borgere for indsats med i udvikling af jernbanetransport i Rusland og et stort bidrag til personaleuddannelse, videnskabelige og andre aktiviteter, der har til formål at forbedre effektiviteten. | 510               |
|                                                 |                           | Fortjenstmedaljen for udvikling af atomenergi Меда́ль «За заслу́ги в освое́нии а́томной эне́ргии» Medal “Sa saslugi v osvojenii atomnoj energii”                                               | 16. marts 2015                | Tildeles borgere for indsat inden for forskning, udvikling og anvendelse af atomenergi, strålingssikkerhed, uddannelse, videnskabelig- og designaktiviteter samt styrkelse af forsvarsevne og sikring af nationale interesser, udvidelse af internationalt samarbejde | 83                |
|                                                 |                           | Fortjenstmedaljen for rumforskning Меда́ль «За заслу́ги в освое́нии ко́смоса» Medal “Sa saslugi v osvojenii kosmosa”                                                                          | 7. september 2010             | tildeles borgere for indsat inden for forskning, udforskning og brug af det ydre rum, et stort bidrag til udviklingen af raket- og rumteknologi mv., samt styrkelse af forsvarsevne og sikring af nationale interesser, udvidelse af det internationale samarbejde. | 294               |
|                                                 |                           | Ordensmedaljen “Ærværdige forældre” Медаль ордена «Родительская слава» Medal ordena “Roditelskaja slava”                                                                                  | 7. september 2010             | Tildeles socialt ansvarlige forældre, der har opdraget mindst 4 egne og eller adopterede børn. | >270              |